# Rosa Guiñón
Rosa Guiñón i Soro (Barcelona, 11 de abril de 1932 - Barcelona, 5 de junio de 2022) fue una actriz española de doblaje de centenares de personajes de cine en castellano y catalán y también de videojuegos.

## Trayectoria profesional
A lo largo de su carrera, la actriz prestó su voz en más de más de 1.700 películas. Entre algunos de los papeles más emblemáticos que Guiñón dobló se encuentran los personajes de Audrey Hepburn en Desayuno con diamantes (1961), Julie Andrews en Mary Poppins (1964) o Natalie Wood en West Side Story (1961).  Guiñón fue también la voz habitual en castellano de Meryl Streep, Julie Andrews, Audrey Hepburn, Mia Farrow, Ava Gardner, Diane Keaton, Jessica Lange o Barbra Streisand.
Estuvo casada con Rogelio Hernández, director y actor de doblaje, quien puso voz en castellano a actores como Paul Newman, Marlon Brando, Michael Caine o Jack Nicholson. Su hija Rosa María también es actriz de doblaje.